# Brandon Perea
Brandon Perea (* 25. Mai 1995 in Chicago) ist ein US-amerikanischer Schauspieler.

## Leben und Karriere
Brandon Perea wuchs in seiner Geburtsstadt Chicago mit zwei Brüdern auf. In seiner Jugend betrieb er regelmäßig Skateboarden und Breakdance und stand eigenen Angaben zufolge gerne im Mittelpunkt. Später zog es Perea zum „Jam Skating“, einer Mischung aus Inlineskaten, Turnen und Breakdance. Mit seiner Jam-Skating-Gruppe Honor Roll Skate Crew trat er in der Talentshow America’s Got Talent auf und wurde als jüngster professioneller Jamskater bezeichnet.
Im Alter von 16 Jahren zog Perea allein nach Los Angeles, um eine Schauspielkarriere zu verfolgen, zu der ihn sein Skating-Manager ermutigt hatte. Perea selbst hatte sich bereits zuvor zur Schauspielerei hingezogen gefühlt, auch wenn er diese nie ausgeübt hatte. Er begann daraufhin regelmäßig Schauspielunterricht zu nehmen. Im Jahr 2012 erschien Perea als Jamskater in einer Folge der Spielshow Figure It Out, ehe er sein Kinodebüt mit dem Part des Kenton in dem Filmmusical Dance Camp (2016) gab. Einem weltweiten Publikum wurde er durch seine erste größere Schauspielrolle in der Netflix-Mysteryserie The OA (2016–2019) bekannt. An der Seite von Titelheldin Brit Marling war Perea als High-School-Schüler und Lacrosse-Spieler Alfonso „French“ Sosa zu sehen, der mit einer alkoholkranken Mutter und zwei jüngeren Geschwistern konfrontiert vom Bildungsaufstieg träumt. Eine Nebenrolle in der Kinoproduktion American Insurrection (2021) und weitere Auftritte in Kurzfilmen, Fernsehen und einem Musikvideo folgten.
Im Jahr 2022 übernahm Perea die Rolle des ängstlichen Angel Torres in Jordan Peeles Horrorfilm Nope. Er hatte eigenen Angaben zufolge beim Vorsprechen die Anweisungen des Regisseurs absichtlich ignoriert, der die Figur ursprünglich unbekümmerter angelegt hatte. Peele soll nach Pereas Vorstellung begeistert gewesen sein und den Part des blondgefärbten Technikspezialisten nochmals umgeschrieben haben. Im selben Jahr wurde ihm die Hauptrolle in Eric Amadios Spielfilm The Faith of Long Beach neben dem Rapper und Schauspieler Common angeboten. Perea soll einen Straßenkämpfer spielen, der zwischen seiner Vergangenheit und einer vielversprechenden Zukunft als Profiboxer zu wählen hat.

## Filmografie
- 2016: Dance Camp
- 2016–2019: The OA (Fernsehserie, 12 Folgen)
- 2018: Logic: One Day feat. Ryan Tedder (Musikvideo)
- 2019: How Far (Kurzfilm)
- 2020: Doom Patrol (Fernsehserie, Folge 2x02)
- 2020: Oh, Sorry (Kurzfilm)
- 2021: American Insurrection
- 2021: Delivery (Kurzfilm)
- 2022: Nope
- 2024: Twisters
- 2025: Poker Face (Fernsehserie, Folge 2x05)